# RER D
RER D — одна з п'яти ліній у Réseau Express Régional (укр. Регіональна експрес -мережа), що є гібридом S-Bahn та U-Bahn, обслуговує Париж, Франція та його околиці.
Сполучає Оррі-ла-Віль і Крей на півночі з Меленом, Корбей-Ессоном і Малезербом на півдні, прямуючи через центр Парижа.
Відкрита поетапно з 1987 по 1996 рік, це найдовша лінія RER за відстанню та найзавантаженіша лінія SNCF у Франції, що перевозить до 615 000 пасажирів і обслуговує 466 поїздів кожного робочого дня.

Майже вся лінія розташована у регіоні Іль-де-Франс, тобто в межах юрисдикції Île-de-France mobilités (STIF), але деякі відгалуження на півночі та півдні, знаходяться за межами цього регіону. Через високий рівень інцидентів, соціальні проблеми та погану роботу за трафіком, лінію іноді просто називають «RER poubelle» (лінією сміття).

## Хронологія
- 27 вересня 1987 року: відкриття лінії D, на дільниці Вільє-ле-Бель — Гар-дю-Нор через Шатле — Ле-Аль, завдовжки 19 км, використовуючи тунель лінії B до Шатле–Ле-Аль
- 1988: розширення на північ до Гуссенвіль.
- вересень 1990: продовження на північ у напрямку Оррі-ла-Віль.
- вересень 1995: урочисте відкриття 'Interconnexion Sud-Est'. Лінія продовжена від Шатле до Мелена і Ла-Ферте-Але, потім Малезерб (наступного року, 1996) на південь від Парижа.
- 25 січня 1998 року: відкрито станцію Стад-де-Франс — Сен-Дені, що розташована між Гар-дю-Нор і Сен-Дені.
- 29 січня 2007 року: перший оновлений склад Z 20500 введено в експлуатацію.
- 15 грудня 2013: відкриття нової станції Кретей-Помпадур, замість Вільнев-Прері.

## Рухомий склад
- SNCF Class Z 5600[en]
- SNCF Class Z 20500[en]
- Regio 2N[en]